# Округ Џексон (Тенеси)
Округ Џексон (енгл. Jackson County) је округ у америчкој савезној држави Тенеси.

## Демографија
По попису из 2010. године број становника је 11.638, што је 654 (6,0%) становника више него 2000. године.
| Група             | 2000.          | 2010.          |
| Белци             | 10.763 (98,0%) | 11.267 (96,8%) |
| Афроамериканци    | 16 (0,1%)      | 30 (0,3%)      |
| Азијати           | 7 (0,1%)       | 11 (0,1%)      |
| Хиспаноамериканци | 89 (0,8%)      | 164 (1,4%)     |
| Укупно            | 10.984         | 11.638         |